# Willem de Keyser (bouwmeester)

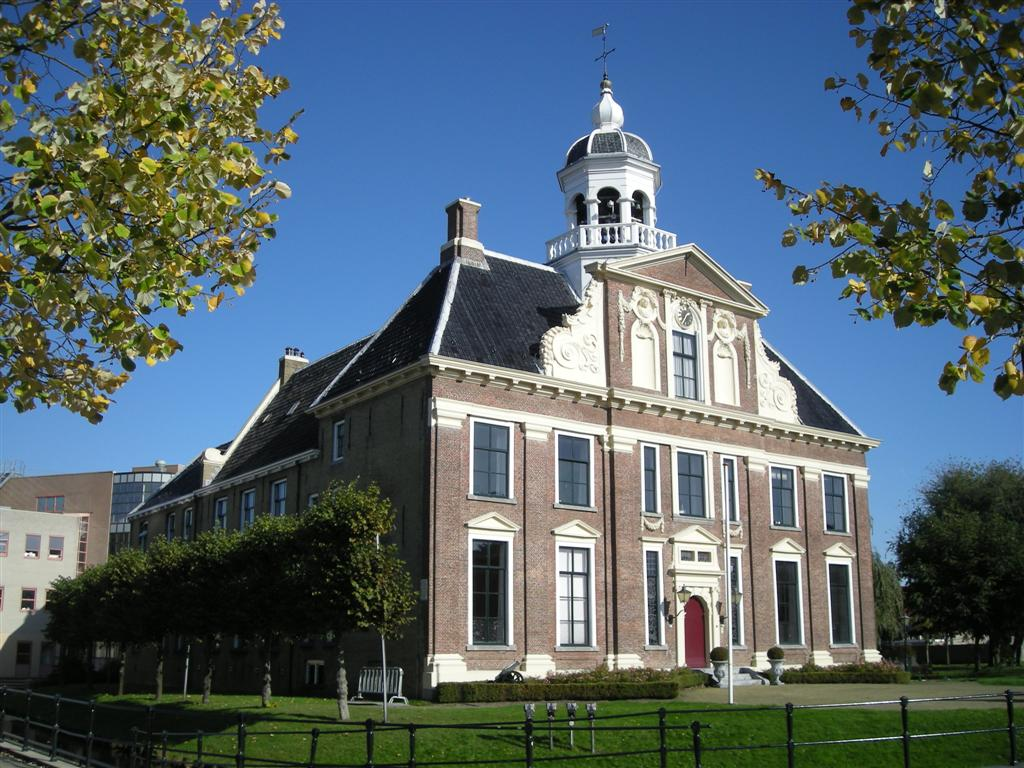
Crackstate in Heerenveen

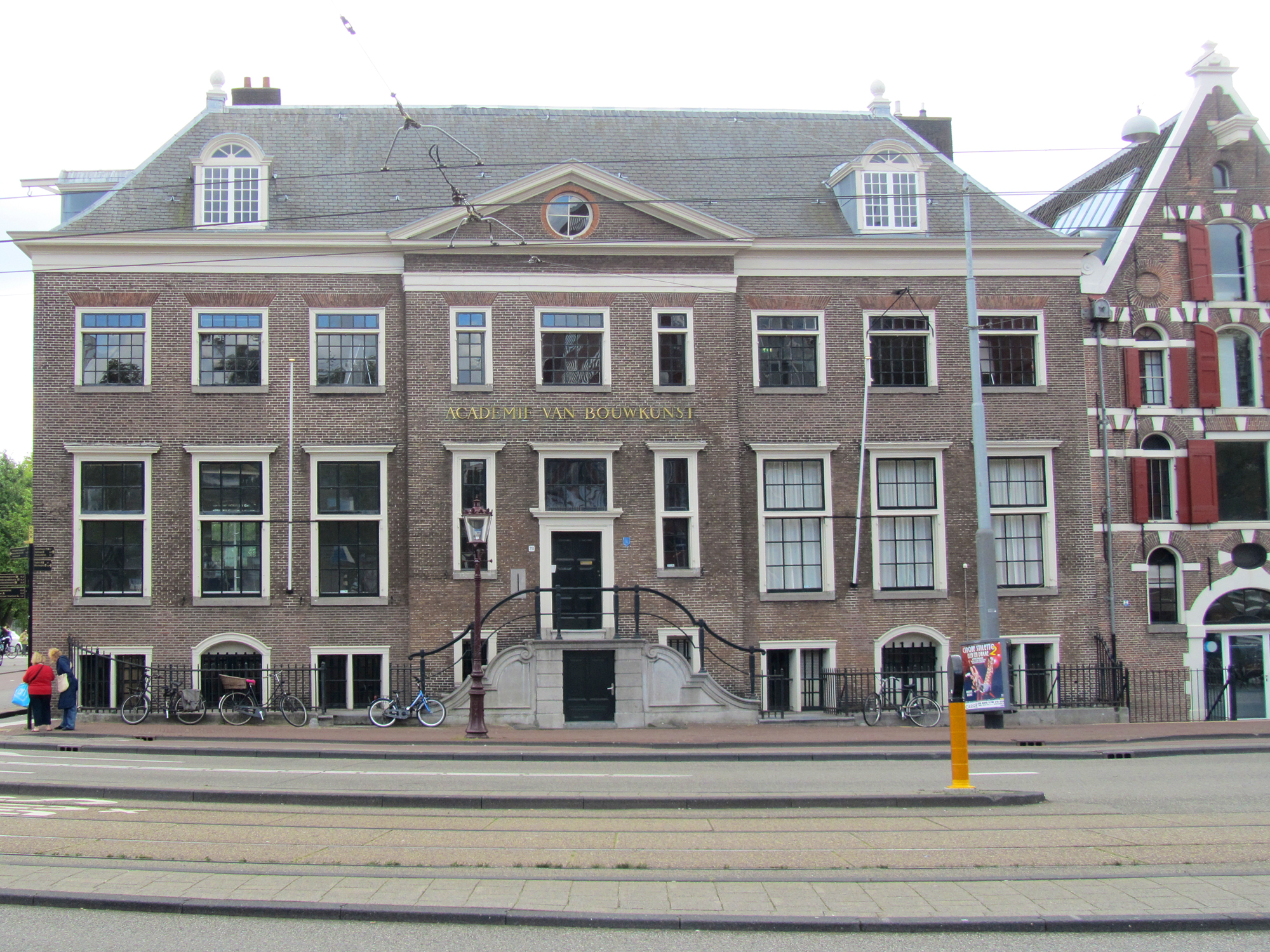
Het Oudezijds Huiszittenhuis in Amsterdam

Willem Hendrickszoon de Keyser (1603 - na 1674) was een Nederlandse bouwmeester en beeldhouwer. Hij was voornamelijk werkzaam in Amsterdam en Londen.
Hij ontwierp onder meer het Oudezijds Huiszittenhuis in Amsterdam en de Crackstate in Heerenveen. Beide zijn aangewezen als rijksmonument. Als beeldhouwer maakte hij reliëfs voor het Stadhuis op de Dam en de praalgraven van Maarten Tromp, Michiel de Ruyter en Jan van Galen. Het reliëf voor het graf van Tromp toont de slag bij Ter Heijde.

## Levensloop
Willem de Keyser was een zoon van de bouwmeester Hendrick de Keyser en broer van de bouwmeester Pieter de Keyser (1595-1676), beeldhouwer Hendrick de Keyser II (de Jonge; 1613-1665) en kunstschilder Thomas de Keyser (ca. 1596-1667).
Rond 1623 vertrok hij uit Amsterdam en verhuisde naar Londen, waar hij werk vond bij zijn zwager, de Engelse bouwmeester Nicholas Stone, die getrouwd was met zijn zus Maria. Stone was belast met het uitvoeren van een aantal gebouwen in klassieke stijl die koning Karel I van Engeland door Inigo Jones liet ontwerpen. In Engeland trouwde De Keyser met Walburga Parker. Hij bleef in Engeland tot 1640, toen de turbulente politieke situatie in dat land hem dwong om naar Amsterdam terug te keren.
Op 13 augustus 1640 werd hij als meester aangenomen door het metselaarsgilde van Amsterdam. Op 3 december 1647 werd hij aangesteld als stadsmeestersteenhouwer. Hij assisteerde Jacob van Campen bij het ontwerpen en bouwen van het Stadhuis op de Dam en de toren van de Nieuwe Kerk. Uit die dagen dateert waarschijnlijk ook een torenontwerp van zijn eigen hand. 
Op 20 februari 1653 werd hij ontslagen als stadsmeestersteenhouwer wegens fraude. De Keyser zou rekeningen hebben veranderd en loon hebben uitbetaald aan personen die geen werkzaamheden hadden verricht. Desondanks vroeg Van Campen hem te helpen bij het uitvoeren van praalgraven voor Maarten Tromp in de Oude Kerk van Delft en Jan van Galen in de Nieuwe Kerk van Amsterdam.
In 1658 werd hij failliet verklaard en vertrok hij nogmaals naar Engeland. In 1674 woonde hij nog in Londen. Kort daarna vertrok hij naar Amsterdam, want in 1678 werkte hij aan het praalgraf van Michiel de Ruyter in de Nieuwe Kerk, waarover hij in 1680 een rechtszaak begon. Het is niet bekend waar en wanneer hij is gestorven.
- Biografisch Portaal: 65112629
- International Standard Name Identifier: 0000 0000 6953 639X
- RKD-Nederlands Instituut voor Kunstgeschiedenis: 90542
- Union List of Artist Names: 500005360
- Virtual International Authority File: 290113729